# 亞諾韋齊河
亞諾韋齊河（烏克蘭語：Яновець），是烏克蘭的河流，位於該國西部外喀爾巴阡州，屬於莫克良卡河的支流，流經佳切夫區，河道全長15公里，流域面積57.8平方公里。